# قانون ماینر
قانون ماینر (به انگلیسی: Miner's rule) بیانگر تأثیر تعداد مختلف سیکل خستگی اعمالی به قطعه بر عمر خستگی آن است. عمر کل خستگی قطعات را می‌توان از جمع درصد عمر مصرف شده توسط هر سیکل خستگی به دست آورد. اگر n1، n2... nk بیانگر تعداد سیکل‌های اعمالی و N1، N2... Nk عمر در همان سیکل اعمالی باشد، داریم:
{\displaystyle \sum _{i=1}^{k}{\frac {n_{i}}{N_{i}}}=C}
مقدار C به صورت تجربی بین ۰٫۷ تا ۲٫۲ به دست آمده است ولی برای طراحی مهندسی این مقدار ۱ در نظر گرفته می‌شود.